# Sławno (powiat szczecinecki)
Sławno – wieś w Polsce położona w województwie zachodniopomorskim, w powiecie szczecineckim, w gminie Grzmiąca.